# Maja (keresztnév)
A Maja görög eredetű női név, jelentése: anyácska; a termékenység istennőjének a neve, róla nevezték el a május hónapot. Ugyanakkor a Mária magyar és német beceneve is.

## Gyakorisága
Az 1990-es években igen ritka név, a 2000-es években (2005 óta) az 53-78. leggyakoribb női név.

## Névnapok
- március 28.[2]
- május 1.[2]

## Híres Maják
- Maia: a görög mitológiában egy nimfa, Hermész anyja
- Maia Maiestas: a római mitológiában a termékenység istennője, Mercurius anyja; róla nevezték el a május hónapot
- Maia Morgenstern színésznő
- Maja, a méhecske rajzfilmfigura